# Popillia felschei
Popillia felschei är en skalbaggsart som beskrevs av Ohaus 1901. Popillia felschei ingår i släktet Popillia och familjen Rutelidae. Inga underarter finns listade i Catalogue of Life.